# ظاهرة شجرة القرد
ظاهرة شجرة القرد بالإنجليزية: (Monkey tree phenomenon) هي ظاهرة اجتماعية في سنغافورة، والتي بدأت في سبتمبر 2007. نشأت عن اكتشاف أشكال على شجرة في «هونغ كاه» (مدينة بسنغافورة)، تظهر شبها بالقرد. يعتقد البعض أن تكون الصورة من الأصل الإلهي، والبعض الآخر فسر هذه الظاهرة بأنها من آثار الباريدوليا حيث يتم تفسير بعض المؤثرات العشوائية و اعتبارها ذات معنى. أدت هذه الأشكال إلى حدوث هوس لدى بعض السكان ، جذبت هذه الأشكال حشودا كبيرة للنظر أو صلاة للشجرة.

## البدايات
بدأت الظاهرة في 12 سبتمبر 2007 عندما وضع مجهول لافتة باللغة الصينية على شجرة في شارع جورونغ الغربي 42. مكتوب فيها أن القرد قد أتى للشجرة قبل ثلاث سنوات للبحث عن والده، الإله القرد. و أن حادث سيارة قد قسم لحاء شجرة قديمة ، وأفراج عن الإله القرد. يزعم أحد السكان أن صورة القرد ظهرت حوالي 3 سبتمبر 2007.
تم الإبلاغ عن ظهور علامة ومخطط القرد على جذع شجرة في الصحف المحلية بالعربية واللغة الصينية.